# 武敬子
武 敬子（たけ けいこ、1930年4月1日 - 2019年）は、日本のテレビドラマ・映画のプロデューサー。東京都出身。青山学院女子専門学校家政科卒業。

## 来歴・人物
1955年、ラジオ九州（現：RKB毎日放送）入社。ドラマ制作に携わるが地方ローカル局で製作の機が少ないので、1967年に退社。
退社後、制作プロダクション会社「テレパック」に入社。ホームドラマのプロデューサーを手がける。
1986年、明石家さんま・大竹しのぶ主演の連続ドラマ『男女7人夏物語』として大ヒットさせた。

## 主な作品

### テレビドラマ

#### RKB毎日放送時代
- 東芝日曜劇場
  - 『露草のように』（1961年）
  - 『上り勾配』（1961年）
  - 『ある休暇』（1961年）
  - 『この天の虹』（1962年）
  - 『姫御前村の災難』（1962年）
  - 『死ぬほど逢いたい』（1962年）
  - 『河豚』（1963年）
  - 『星形』（1963年）
  - 『わたしはもう歌わない』（1963年）
  - 『海のおへそ』（1964年）
  - 『湯脈の笑い』（1965年）
  - 『僕の結婚』（1965年）
  - 『さよならアイちゃん』（1966年）
  - 『アディオス号の歌』（1966年）
  - 『秋霜』（1966年）
  - 『こわれない椅子』（1966年）
  - 『リツ子・その愛』（1967年）
  - 『女家族』（1967年）
  - 『子守唄由来』（1967年）
  - 『早春』（1968年）
  - 『姫百合』（1968年）
  - 『リツ子』（1968年）
  - 『これぞまことの』（1969年）
- 近鉄金曜劇場
  - 『山ほととぎす ほしいまま』（1964年）
  - 『目撃者』（1964年）
- 『海より深き 〜かさぶた式部考〜』（1965年）

#### テレパック時代
- 『みんなで7人』（1972年 - 1973年、TBS）
- 『あんたがたどこさ』（1973年 - 1974年、TBS）
- 『おんな家族』（1974年、TBS）
- 『家族あわせ』（1974年 - 1975年、TBS）
- 『あんたがたどこさ（第2シリーズ）』（1975年、TBS）
- 『フライパンの唄』（1975年 - 1976年、TBS）
- 『いごこち満点』（1976年、TBS）
- 『三男三女婿一匹』（1976年 - 1977年、TBS）
- 『晴れのち晴れ』（1977年 - 1978年、TBS）
- 『三男三女婿一匹（第2シリーズ）』（1978年、TBS）
- 『やる気満々』（1979年、TBS）
- 『三男三女婿一匹III』（1979年 - 1980年、TBS）
- 土曜ナナハン学園危機一髪『ふんどしスニーカー』（1980年、フジテレビ）
- 『一人来い二人来いみんな来い』（1980年 - 1981年、TBS）
- 『野々村病院物語』（1981年、TBS）
- 『さよなら三角またきて四角』（1982年、TBS）
- 金曜劇場『ああ定年!今朝からは…』（1982年、フジテレビ）
- 『野々村病院物語II』（1982年 - 1983年、TBS）
- 『看護婦日記 パートI』（1983年、TBS）
- 『離婚テキレイ期』（1984年、TBS）
- 金曜女のドラマスペシャル『女が葬式を出す時』（1985年、フジテレビ）
- 『好色一代男』（1986年、TBS）
- 『男女7人夏物語』（1986年、TBS）
- 『さんまの花ムコ見習試験』（1987年、TBS）
- 『男女7人秋物語』（1987年、TBS）

#### フリー時代
- 『会いたくて』（1989年、日本テレビ）
- 『俺たちの時代』（1989年、TBS）
- 『大竹しのぶのブッとばすぞ物語』（1990年、TBS）
- 『次男次女ひとりっ子物語』（1991年、TBS）
- 『眠れない夜をかぞえて』（1992年、TBS）
- 『極道落ちこぼれ カタギになりたい!』（1993年、TBS）
- 『ひとの不幸は蜜の味』（1994年、TBS）
- 『極道おちこぼれII 駆けおちしました!?』（1994年、TBS）
- 『私はニュースキャスター 迷惑でしょうが』（1995年、TBS）
- 『その気になるまで』（1996年、TBS）
- 月曜ドラマスペシャル『刑事クマさん』（1998年、TBS）
- 『真夏のクリスマス』（2000年、TBS）
- 日韓合作テレビドラマ『フレンズ』（2002年、TBS，韓国文化放送）

### 映画
- 『いこかもどろか』（1988年）
- 『どっちもどっち』（1990年）

## 受賞歴
- 第6回日本民間放送連盟賞・文芸番組部門最優秀賞（『遠いギター、遠い空』）
- 第17回芸術祭奨励賞（『死ぬほど逢いたい』）
- 第19回芸術祭奨励賞（『目撃者』）
- 第20回芸術祭賞（『海より深き』）
- 第22回芸術祭奨励賞（『子守唄由来』）
- 第1回ATP賞個人賞（『野々村病院物語II』）
- 第4回ATP賞'87グランプリ（『男女7人夏物語』）
- 第8回藤本賞奨励賞（『いこかもどろか』）